# 永川地区
永川地区，中华人民共和国旧地区名，原属四川省，在今重庆市西北部。
1968年，江津专区成立革命委员会，改名为江津地区，辖永川、江津、合川、铜梁、大足、荣昌、璧山、江北8县。
1976年1月，江北县从江津地区划归重庆市。1977年，潼南县由绵阳地区划入江津地区。
1981年，江津地区因行政公署驻永川县而改名为永川地区。
1983年4月1日，永川地区撤销，所辖8县划归重庆市。